# ムト
ムト（英: Mut）は、エジプト神話の女神である。

## 概要
テーベの守護神。夫のアメンがエジプト全土の主神である「神々の王」になると「国家の母」とされた。
ムトは、ヒエログリフでは、「禿鷹」で表され、このヒエログリフの読みは、また「母」も意味する。
元々、テーベ（カルナック）の地方神であったと考えられるが、アメンの妻とされ、またコンスの母となりテーベ三柱神を構成する。

## 神話
エジプト神話では、複数の神々が習合して一つになることがあった。この時、親子関係が変化することなく引き継がれる場合があった。エジプトでは、父親と娘の結婚は、とくにファラオにおいて珍しいことではなかったのでムトとアメン＝ラーの間の自己循環しているような関係も特段に奇異なこととは、考えられなかった。
新王国時代にアメンは、エジプトの主神となってラーと習合し、「エジプトの主」「天空の主人」と呼ばれた。アメンの妃としてムトも「エジプトの女主人」、「天空の女主人」、「偉大なる母」となった。

### 娘にして、妻にして、母
ムトの父は、アメン・ラーである。これは、アメンがラーと習合されたものである。ムトは、夫アメンとの間に息子を生むが、それは、アメンである。子アメンは、夫アメンでもあるのでムトは、アメン＝ラーの娘であり、妻であり、母でもあることになった。

### 母の母・万物の母
ムトは、ラーの妻「天空の女主人」であるが同時に「ラーの目」でもある。「ラーの目」とは、人間を罰するためにラーが地上に送り込んだ女神のことでラーの娘とされる。ムトは、ラーの娘となり、またラーの妻にもなった。ムトは、最終的に「太陽の母」となり「万物の母・母の中の母」となった。

## 信仰
主にテーベで信仰された。他にヘルモンティス、メンフィス、ブバスティス。
他のエジプトの女神であるイシス、セクメト、バステト、ハトホルと同一視された。